# Hisayasu Nagata
Hisayasu Nagata (永田 寿康, Nagata Hisayasu, Nagoia, 2 de setembro de 1969 - Kitakyushu, 3 de janeiro de 2009) foi um político japonês nascido em Nagoia.
Foi envolvido em vários escândalos durante a sua vida, troca de partidos e imítmans, o que levou ao mesmo a cometer suicídio em 3 de janeiro de 2009, pulando de um arranha-céu. Faleceu com a idade de 39 anos.